# Моймента-да-Серра
Моймента-да-Серра (порт. Moimenta da Serra)  —  район (фрегезия) в Португалии,  входит в округ Гуарда. Является составной частью муниципалитета  Говея. Находится в составе крупной городской агломерации Большое Визеу. По старому административному делению входил в провинцию Бейра-Алта. Входит в экономико-статистический  субрегион Серра-да-Эштрела, который входит в Центральный регион. Население составляет 707 человек на 2001 год. Занимает площадь 5,75 км².
Покровителем района считается Иоанн Креститель (порт. S. João Batista). 